# Cantón Santa Elena
El cantón Santa Elena es una entidad territorial subnacional ecuatoriana, de la Provincia de Santa Elena. Su cabecera cantonal es la ciudad de Santa Elena, lugar donde se agrupa gran parte de su población total.

## Geografía
El Cantón Santa Elena se encuentra situado en el oeste de la provincia y limita al norte con el cantón Puerto López de la provincia de Manabí, al sur con el Océano Pacífico y el cantón Playas; al este con los cantones Pedro Carbo, Isidro Ayora y Guayaquil de la provincia del Guayas; y al oeste con los cantones La Libertad, Salinas y el Océano Pacífico. Su territorio tiene una extensión de 3.669 km² y su población llega a 110.000 habitantes.

## Organización territorial
La ciudad y el cantón Santa Elena, al igual que las demás localidades ecuatorianas, se rige por una municipalidad según lo estipulado en la Constitución Política Nacional. El Gobierno Municipal de Santa Elena es una entidad de gobierno seccional que administra el cantón de forma autónoma al gobierno central. La municipalidad está organizada por la separación de poderes de carácter ejecutivo representado por el alcalde, y otro de carácter legislativo conformado por los miembros del concejo cantonal. El Alcalde es la máxima autoridad administrativa y política del Cantón Santa Elena. Es la cabeza del cabildo y representante del Municipio.
El cantón se divide en parroquias que pueden ser urbanas o rurales y son representadas por los Gobiernos Parroquiales ante la Alcaldía de Santa Elena.
Parroquias urbanas
- Santa Elena
- Ballenita

Parroquias rurales
- Ancón
- Atahualpa
- Chanduy
- Colonche
- Manglaralto
- Simón Bolívar

## Demografía
La ciudad de Santa Elena actualmente tiene una población de apenas 30.000 personas viviendo dentro los límites de la ciudad propia, pero la zona urbana de Santa Elena, La Libertad y Salinas según los resultados del censo del 2010 tiene una población de casi 170.342 habitantes, que son en si el verdadero conglomerado peninsular.
La población rural de Santa Elena es más poblada que la urbana debido a que la mayoría de los peninsulares viven en el corredor E15, Más conocido como la ruta del spondylus o ruta del sol. En ella se pueden apreciar la bien conocida Montañita que se ubica a 50 km de Santa Elena.
Ballenita que está a 5 km de Santa Elena es el principal balneario de Santa Elena debido a su corta distancia, mientras los balnearios al norte de Ballenita son conocidos como los pueblos rurales de Santa Elena, pero dentro de la SEM (Santa Elena Metropolitano). La mayoría de sus habitantes se dedican a la pesquería y dependen del turismo también. Aparte de Montañita, San Pablo, Ayangue, Olón y Manglarato son otras playas conocidas dentro del Cantón de Santa Elena
Dentro de la SEM se pueden apreciar servicios de transporte urbano que trasladan a los peninsulares de una parroquia a otra. Están las Rutas Santa Elena-Montañita, Santa Elena-Palmar, Santa Elena-Olón, etc. El pasaje varía según la distancia, de 60 centavos a 2,5 dólares, y operan desde las 5 de la mañana hasta las 9 o 10 de la noche. El servicio más utilizado es la ruta Santa Elena- La Libertad- Salinas debido a su cercanía y área urbana conectada entre ellas como una conurbación.